# 小林泰三
小林泰三（日语：／ Kobayashi Yasumi，1962年8月7日—2020年11月23日），生于京都，1987年毕业于大阪大学，是一位日本科幻小说、恐怖小说和推理小說作家。他還是日本推理作家協会、日本SF作家俱樂部、宇宙作家俱樂部和日本電子情報通信学会成員。2020年11月23日因癌症于大阪逝世，得年58岁。

## 生平
小林泰三于1962年生于京都，1987年畢業於大阪大學，1995年憑藉《玩具修理者》獲第2屆日本恐怖小说大奖短篇獎。他自称最初是夫人想要参加比赛，却没有写出作品来，于是他就用三天时间写出了《玩具修理者》代夫人参赛。1996年，《玩具修理者》單行本出版，賣出超15萬份，而改編電影由田中丽奈出演。2006、2007年分別擔任第8、第9屆日本科幻新人獎評委。

## 獲得榮譽
- 《玩具修理者》獲得1995年第2屆日本恐怖小说大奖（日语：日本ホラー小説大賞）短篇獎
- 《看海的人》（日语：海を見る人）獲得1998年第10屆《SF杂志（日语：鮎川S-Fマガジン）》读者奖（國內部門）
- 《天狱和地国》（日语：天獄と地国）獲得2012年第43屆星云奖（長篇部門）
- 《謀殺愛麗絲》（日语：アリス殺し）獲得2014年啟文堂（日语：京王書籍販売）大獎（文藝書部門）。[5]
- 《奥特曼F》（日语：ウルトラマンF）獲得2017年第48屆星雲獎（日本長篇部門）。